# Jessica Fleetwood
Jessica Fleetwood, född 12 juli 1966 i Oxelösund, är en svensk skulptör och konstnär verksam i Dalsland.

## Utställningar
2013
- “Not Quite why” Jubileums utställningen. Fengersfors.
- “Sommar salongen” Dalslands konstförening, jurybedömd.
- Göteborgs Art Biennal.

2012
- London The gallery in Cork Street. Swedish Contemporary art.

## Offentliga verk i urval
- Ståltheten, Oxelösunds hamn
- Maria och Jesusbarnet, Stjärnholms stiftsgård, Nyköping